# معاذ الآلوسي
معاذ الآلوسي (1938-) هو كاتب ومؤلف ومعماري وفنان تشكيلي عراقي، حصل على بكالوريوس في العمارة من جامعة الشرق الأوسط التقنية في أنقرة عام 1961، وعلى شهادة الدراسات العليا من الجمعية المعمارية في لندن عام 1964، أسس في 1974 المكتب الاستشاري «الآلوسي ومشاركوه» في بغداد وليماسول القبرصية، من أهم أعماله البنك العربي في مسقط (1978)، والسفارة القطرية في عُمان (1976)، والسفارة الكويتية في البحرين، ومبنى كمال حمزة في الخرطوم (1979)، ومركز الدراسات المصرفية في الكويت العاصمة (1980)، شارك في مسابقة مشروع مسجد الدولة الكبير بغداد (1982)، ومركز صلالة الثقافي في عُمان (1982)، وصمم منزله في الكريعات في بغداد المعروف بالبيت المكعب (1985)، و«مبنى أيا» في بغداد 1990 والذي يعد من أهم تجارب عمارة ما بعد الحداثة في العراق.
نشر دراسات عديدة وألف كتب منها «يوميات بصرية لمعمار عربي»، و«نوستوس: حكاية شارع في بغداد» الذي عرض فيه مشروعه المعماري الكبير «شارع حيفا» وسط بغداد، و«توبوس: حكاية زمان ومكان» صدر في عمان 2017 و«ذروموس – حكاية مهنة»، وساهم في العديد من المنشورات والدوريات حول البيوت التراثية في بغداد والعمارة الإسلامية والعراقية، وهو عضو في جمعية المهندسين المعماريين العراقيين ونقابة المهندسين العراقيين.
يمارس الآلوسي الفن التشكيلي والتصوير، واشترك في معرض تشكيلي أُقيم على قاعة متحف الفن الحديث في بغداد في 1966، وفي معرض في كاليري كونتاكت في بيروت في 1970، وأقام معرض شخصي لنتاجاته التشكيلية في بولي بلانو في أثينا في اليونان في 1978، وعدة معارض في الفترة بين 1991 و2016.
حصل على «جائزة تميّز للإنجاز المعماري مدى الحياة» في 2018، وهي جائزة أُطلقت في 2014 ضمن برنامج «جائزة تميّز» وتهدف للاحتفاء بأفضل إنتاجات العمارة العراقية.

## سيرته
ولد الآلوسي في 1938 في منطقة الميدان في العاصمة العراقية بغداد، وأكمل دراسته الثانوية في 1955، درس الآلوسي العمارة في «جامعة الشرق الأوسط» في مدينة أنقرة التركية خلال الفترة (1955-1960) وحصل منها على درجة البكالوريوس في الهندسة المعمارية، وفي 1961 عاد إلى بغداد بعد جولات عمل استكشافية في أوروبا، وانضم إلى «ورشة الحداثة المعمارية والثقافية» التي أنشأها «مكتب الاستشاري العراقي» والذي كان من مؤسسيه المعماري العراقي رفعت الجادرجي، وعمل على عدة مشاريع منها تطوير حضري لمدينة الثورة وبلدة الفضيلية ومشروع اسكان غرب بغداد، واستمر عمله في الورشة ثلاثة عشر عامًا،  وفي 1964 نال شهادة الدراسات العليا من مدرسة الجمعية المعمارية للهندسة المعمارية [الإنجليزية]، وعمل في وزارة الأشغال العامة وكان مسؤولًأ عن إدارة المباني التعليمية حتى 1968، وأسس في 1970 مع آخرين مكتب "الدراسات الفنية" في العاصمة اللبنانية بيروت، وبعد حله أسس المكتب الاستشاري "«الآلوسي ومشاركوه» في 1974 في العاصمة العراقية بغداد ومدينة ليماسول القبرصية، وأقام في بيروت أثناء الحرب الأهلية اللبنانية، وأنجز العديد من أعماله الهامة في الكويت والإمارات وقطر وسلطنة عمان والبحرين.

## مؤلفات
صدرت له عدة أعمال منها:
- «يوميات بصرية لمعمار عربي»، صدر عن المؤسسة العربية للدراسات والنشر في بيروت، 1983.[6]
- «المدينة المنورة؛ تطورها العمراني وتراثها المعماري»، المؤسسة العربية للدراسات والنشر والتوزيع، 1983، عدد الصفحات:84 صفحة.[7]
- «نوستوس: حكاية شارع في بغداد»، صدر عن دار منشورات الرمال في عمان، 2012، عدد الصفحات:254 صفحة.[8]
- «توبوس: حكاية زمان ومكان»، صدر عن منشورات الجمل في بيروت، 2017، عدد الصفحات:280 صفحة.[9]
- «ذروموس – حكاية مهنة»، صدر عن دار الأديب العراقية في عمّان، 2018، عدد الصفحات:288 صفحة.
- «خواطر في زمن الكورونا: رسائل في العمارة إلى وجدان»، 2012، عدد الصفحات:202 صفحة.[10]

## أعماله
من أهم أعماله:
- البنك العربي في مسقط (1978).
- السفارة القطرية في عُمان (1976).
- السفارة الكويتية في البحرين.
- مبنى كمال حمزة في الخرطوم (1979).
- مركز الدراسات المصرفية في الكويت العاصمة (1980).
- الجزء السادس من شارع حيفا ببغداد (1980-84).
- مركز صلالة الثقافي في سلطنة عُمان (1982).
- البيت المكعب في الكريعات، بغداد (1985).[11]
- سفارة الإمارات العربية المتحدة في عُمان (1986).
- دارة فاروق الالوسي (1986).
- «البنك العربي الأفريقي».
- «مطبعة دار القبس».
- مستشفى البسمة الاهلي بالوزيرية ببغداد (1989).
- مشروع القصر الرئاسي في برازفيل في الكونغو (1995).
- خدمات مرسيدس بنز (1999) في يرفان / أرمينيا.
- «مبنى أيا» في بغداد (1990).

## جوائز
- 2018: «جائزة تميّز للإنجاز المعماري مدى الحياة».

## وصلات خارجية
- العمارة وجنّي المكان لدى معآذ الآلوسي، مقال لسلام طه، مجلة تاتو، 2020.
- «نوستوس» المعمار 1-2، د. خالد السلطاني مدرسة العمارة، الاكاديمية الملكية الدانمركية للفنون.
- معاذ الآلوسي.. المعمار في الرسم.. المعمار في الكتابة، فاروق سلوم.